# 히로시마현도 제70호선
70번 히로시마현도(일본어: 広島県道70号広島中島線→히로시마현도 70호 히로시마-나카시마선)는 히로시마현 히로시마시 미나미구와 아사키타구를 사이에 둔 총 연장 19.018km의 거리를 가진 현도이자 주요 지방도이다.

## 노선 정보
- 기점: 히로시마현 히로시마시 미나미구
- 종점: 히로시마현 히로시마시 아사키타구
- 주요 경유지: 히로시마현 아키군 후추정
- 총 연장: 19.018 km (실제 연장)
- 노선 인정: 1982년 12월 6일

## 연혁
- 1982년 12월 6일: 히로시마현 고시 1277호에 의거하여 노선 인정
- 1993년 5월 11일: 건설성에서 기존의 현도 히로시마 나카시마 선을 주요 지방도로 정식 지정

## 지리

### 통과하는 지자체
- 히로시마시 (미나미구 - 히가시구)
- 아키군 후추정
- 히로시마시 (아사키타구)

### 교차하는 도로
교차하는 도로는 현도를 기준으로 서술한다.
국도
- 일본 183번 국도
- 일본 191번 국도(일본어판)
- 일본 261번 국도(일본어판)

고속도로
- 히로시마 고속 2호선(일본어판)
- 히로시마 고속 1호선
- 산요 자동차도

현도
- 37번 히로시마현도
- 84번 히로시마현도
- 264번 히로시마현도
- 152번 히로시마현도
- 176번 히로시마현도

### 주요 연선
- 히로시마역
- MAZDA Zoom-Zoom 스타디움 히로시마
- 산요 본선·구레선 덴진가와역
- 이온몰 히로시마 후추(일본어판)
- 게이비 선 야가 역
- 히로시마시 삼림공원(일본어판)
- 게이비 선 가미후카와역
- 게이비 선 나카후카와역
- 게이비 선 시모후카와역
- 가베 선 나카시마역

### 명소 및 유적
- 산요도: 84번 히로시마현도와의 중복구간을 병주하고 있음.